# Daniel Hack Tuke
Pour les articles homonymes, voir Tuke.
Daniel Hack Tuke, né le 19 avril 1827 à York et mort le 5 mars 1895 à Falmouth, est un physiologiste et médecin britannique, spécialiste des maladies mentales.

## Biographie
Arrière-petit-fils de William Tuke et petit-fils de Henry Tuke (en), cofondateur de The Retreat (en) qui a révolutionné le traitement des personnes aliénées, il est le fils de Samuel Tuke et le frère de James Hack Tuke.
En 1845, il commence une carrière dans un bureau d'avocat de Bradford mais deux ans plus tard, vient rejoindre The Retreat pour y travailler aux soins des aliénés. En 1850, il est engagé par le St Bartholomew's Hospital de Londres et entre au Collège royal de chirurgie avant d'obtenir son diplôme de médecin en 1853 à Heidelberg. Il entreprend alors des études cliniques sur la psychologie des aliénés. Il visite ainsi dès 1853 de nombreux asiles et voyage même aux États-Unis en 1884 pour observer des cas spécifiques. Rédacteur en chef adjoint du Journal of Mental Science, il est considéré comme un des plus grands spécialistes des maladies mentales et est l'inventeur, en 1872, du terme de psychothérapie, pour décrire ses études,.
Il est le père du peintre Henry Scott Tuke.
Il est inhumé au Quaker Burial Ground de Saffron Walden.

## Publications
Outre de très nombreux articles, on lui doit :
- 1858 : A manuel of Psychological Medecine, avec John Charles Bucknill (en)
- 1872 : Illustrations of the Influence of the Mind Upon the Body Health and Disease
- 1876 : Le Corps et l'esprit. Action du moral et de l'imagination sur le physique
- 1892 : Dictionary of Psychological Medicine, 2 vol, avec Jean-Martin Charcot
- 1895 : The Insane in the United States

## Hommage
Jules Verne le mentionne dans son roman Mathias Sandorf (partie 4, chapitre 1) lorsqu'il aborde le sujet de l'aliénation, thème important du roman.